# Paroeme laticornis
Paroeme laticornis är en skalbaggsart som beskrevs av Jean François Villiers 1985. Paroeme laticornis ingår i släktet Paroeme och familjen långhorningar.
Artens utbredningsområde är Malawi. Inga underarter finns listade i Catalogue of Life.